# Catedral de Jerez de la Frontera
La catedral de la Diócesis de Asidonia-Jerez radica en la ciudad de Jerez de la Frontera (Andalucía, España). Es una construcción del siglo XVII que aúna los estilos gótico, barroco y neoclásico.

## Historia

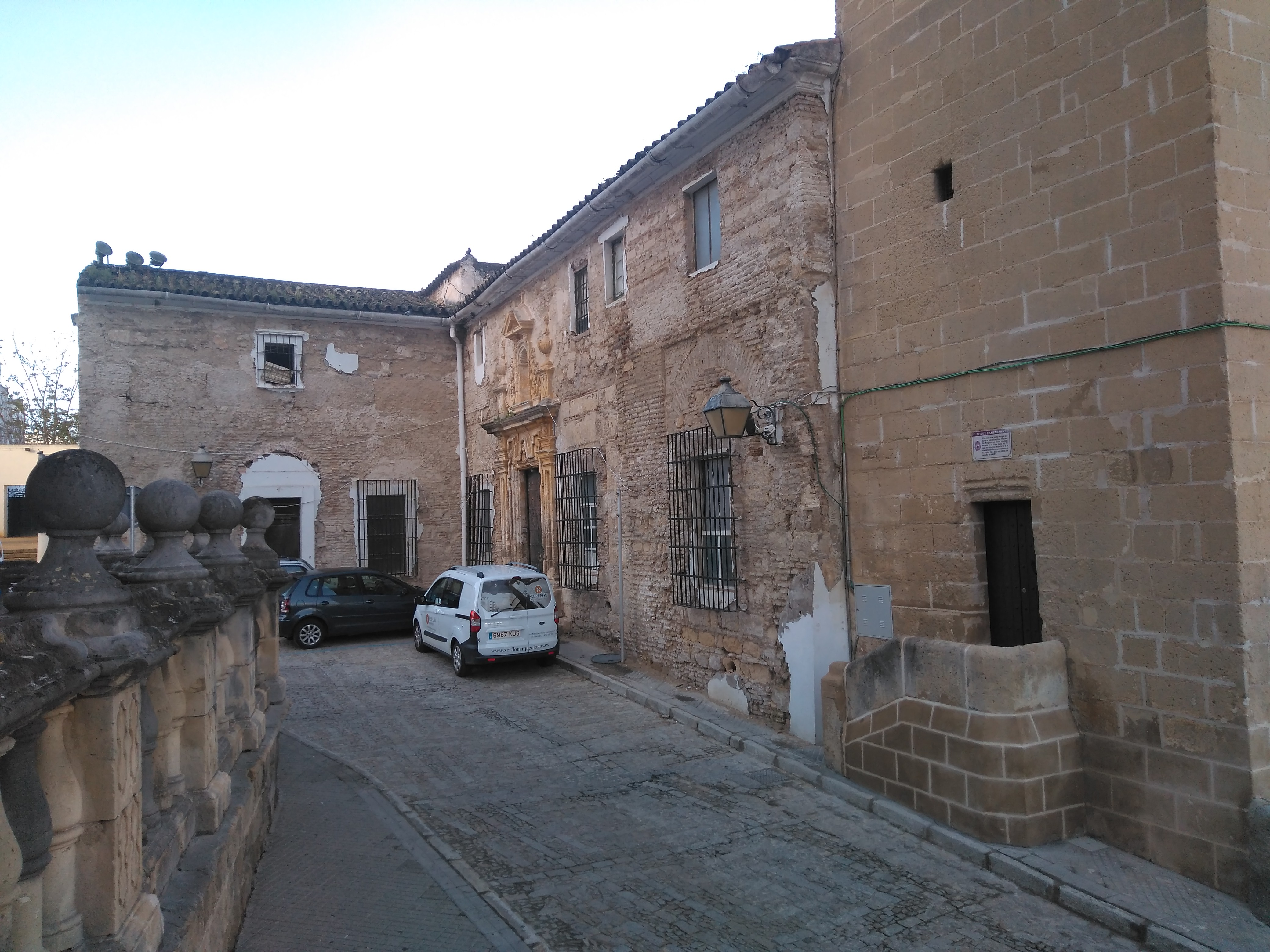
Casa del Abad

La actual iglesia se alza sobre parte de los restos de la primitiva Mezquita Mayor de Jerez y la antigua Iglesia del Salvador (también conocida como "Casa del Abad"), del siglo XII. Esta última se derrumbó por su estado ruinoso, y ha quedado escasa documentación sobre ella.
La catedral de Jerez es la antigua Iglesia Colegial, elevada a la dignidad catedralicia por la bula «Archiepiscopus Hispalenses» del 3 de marzo de 1980 de Juan Pablo II. Tiene como titular a Nuestro Señor San Salvador, y celebra su fiesta el 6 de agosto, Transfiguración del Señor. El templo fue consagrado por el cardenal José María Bueno Monreal el 10 de diciembre de 1978, II Centenario de la inauguración del templo. Como tal catedral del nuevo obispado asidonense jerezano fue el lugar donde se promulgó la bula de constitución de la Diócesis el 29 de junio de 1980 con la entrada del primer obispo monseñor Rafael Bellido Caro. Ha sido también el templo donde recibieron la ordenación episcopal monseñor Juan del Río Martín, el 23 de septiembre de 2000 y monseñor José Mazuelos Pérez, el 6 de junio de 2009, además de ser lugar de numerosas ordenaciones sacerdotales y diaconales, así como de otras celebraciones importantes de la diócesis.
La institución del Cabildo Colegial se remonta a la conquista cristiana de Jerez, el 9 de octubre de 1264, constando que estaba ya constituido el 23 de septiembre de 1265 en que Alfonso X el Sabio extiende en su favor el privilegio de dotación. Constaba de un abad y hasta diez canónigos en el curso de su historia. Un cardenal y varios obispos fueron anteriormente miembros del Cabildo, y otros varios por su cultura y obras de beneficencia figuran en la historia local. Fue disuelto por la bula del papa Juan Pablo II (26 de mayo de 1984) para dar paso al nuevo Cabildo Catedral, que consta de doce canónigos que ejercen los diferentes oficios propios del Cabildo. Esto dio lugar a nuevas obras que modificaron el la edificio y la Casa de Abad (descubiertos en 2017 y a falta de interpretar)

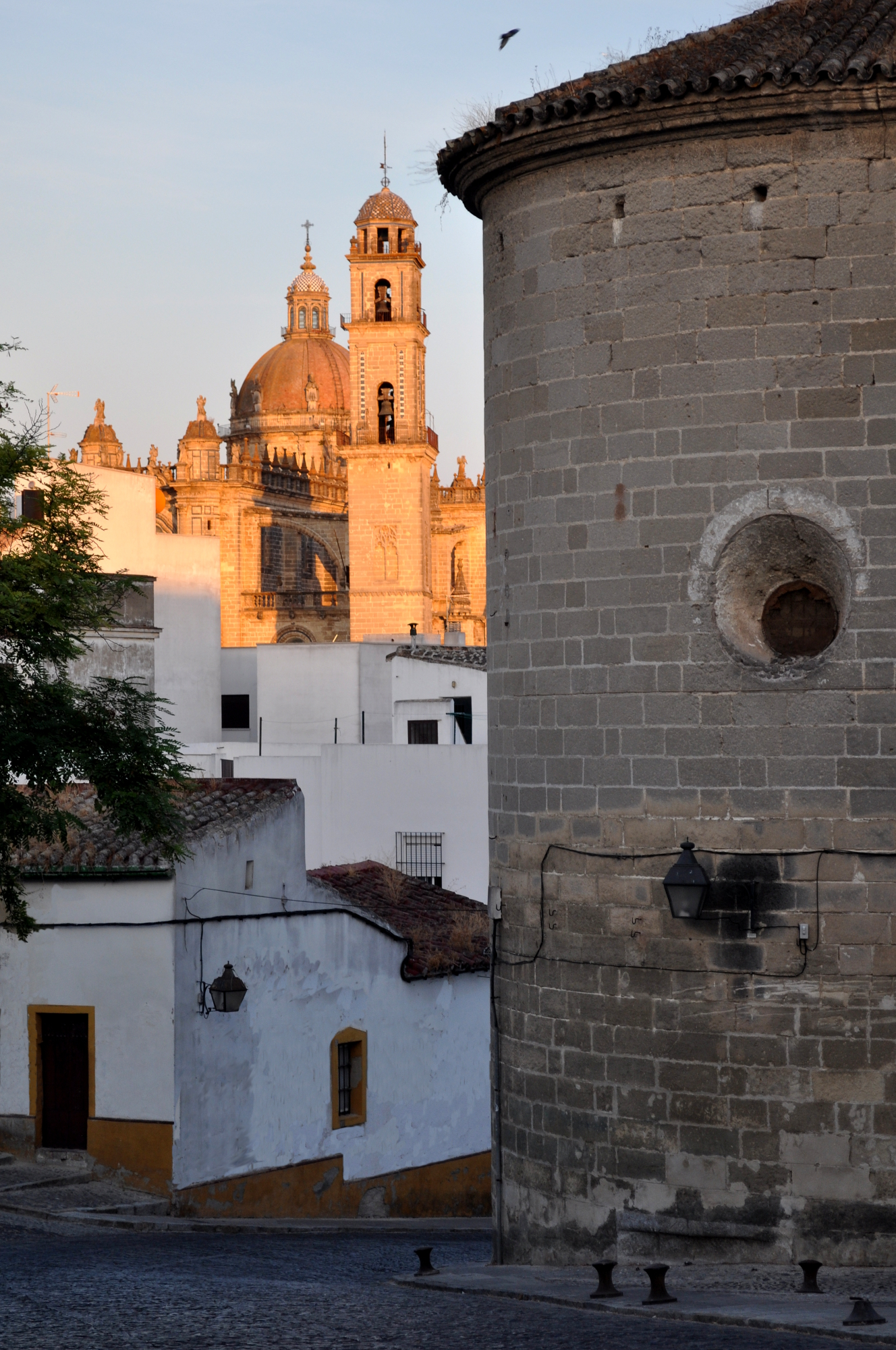
Desde la cuesta del Espíritu Santo

El Cabildo Colegial acometió el 9 de mayo de 1695 animosamente la obra de un nuevo templo, cuya traza todo indica se le encargó al maestro mayor de obras de Jerez, Diego Moreno Meléndez. La obra se prolongó a lo largo de más de ochenta años, llevándose adelante gracias a la dedicación y sacrificios de los canónigos, y siendo costeada con los bienes del cardenal Arias y luego con sustanciosa ayuda real y papal, hasta que la totalidad del templo se bendijo el 6 de diciembre de 1778, habiéndose puesto al culto la mitad del templo el 16 de junio de 1756. Directores de las obras fueron los maestros Ignacio Díaz de los Reyes (+ 1748), Juan de Pina (+1778) y Miguel de Olivares, que actuó bajo las órdenes de Torcuato Cayón de la Vega. Del templo anterior, derruido en 1695, solamente queda la torre. En ella, demás del campanario, se encuentra una matraca única en el país por su estilo.
Se quería una iglesia grande y hermosa, que no desdijera de las que ya había en la Ciudad como San Miguel y Santiago, y fuera digna de ser algún día catedral. En 1580 y en 1781 se elevaron a la Corona peticiones desde Jerez para la constitución en la ciudad de un nuevo obispado. Pero no fue hasta 1980 que el viejo deseo pudo alcanzarse.
Es Bien de Interés Cultural, con la categoría de Monumento, desde 1931.

## Descripción del templo

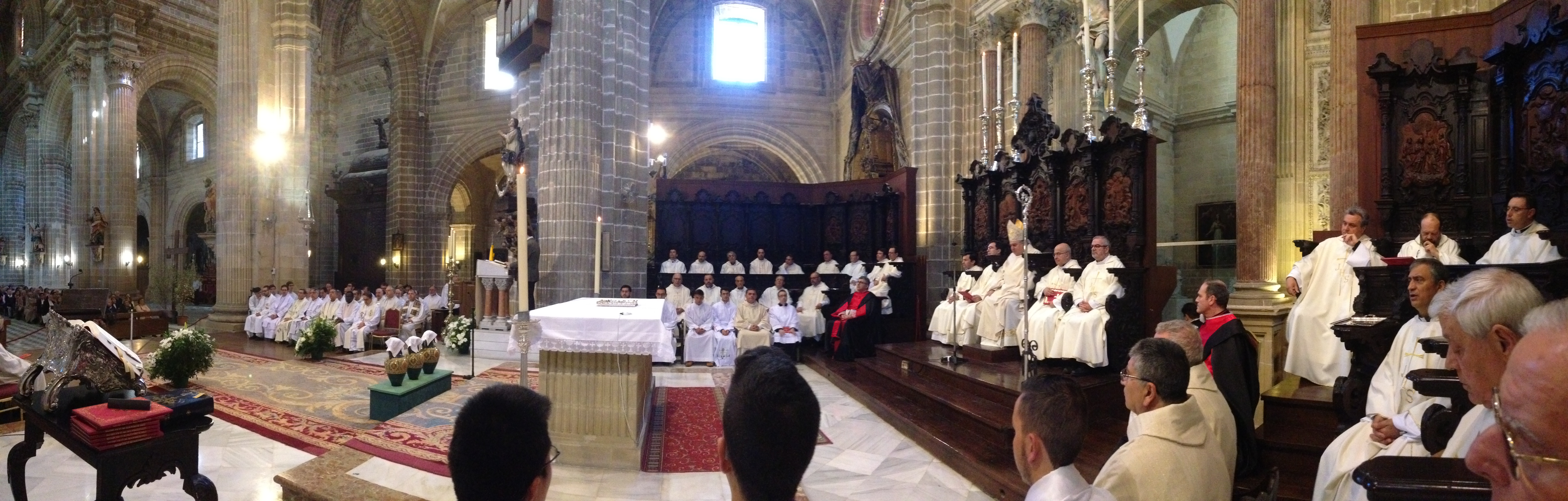
Misa Crismal

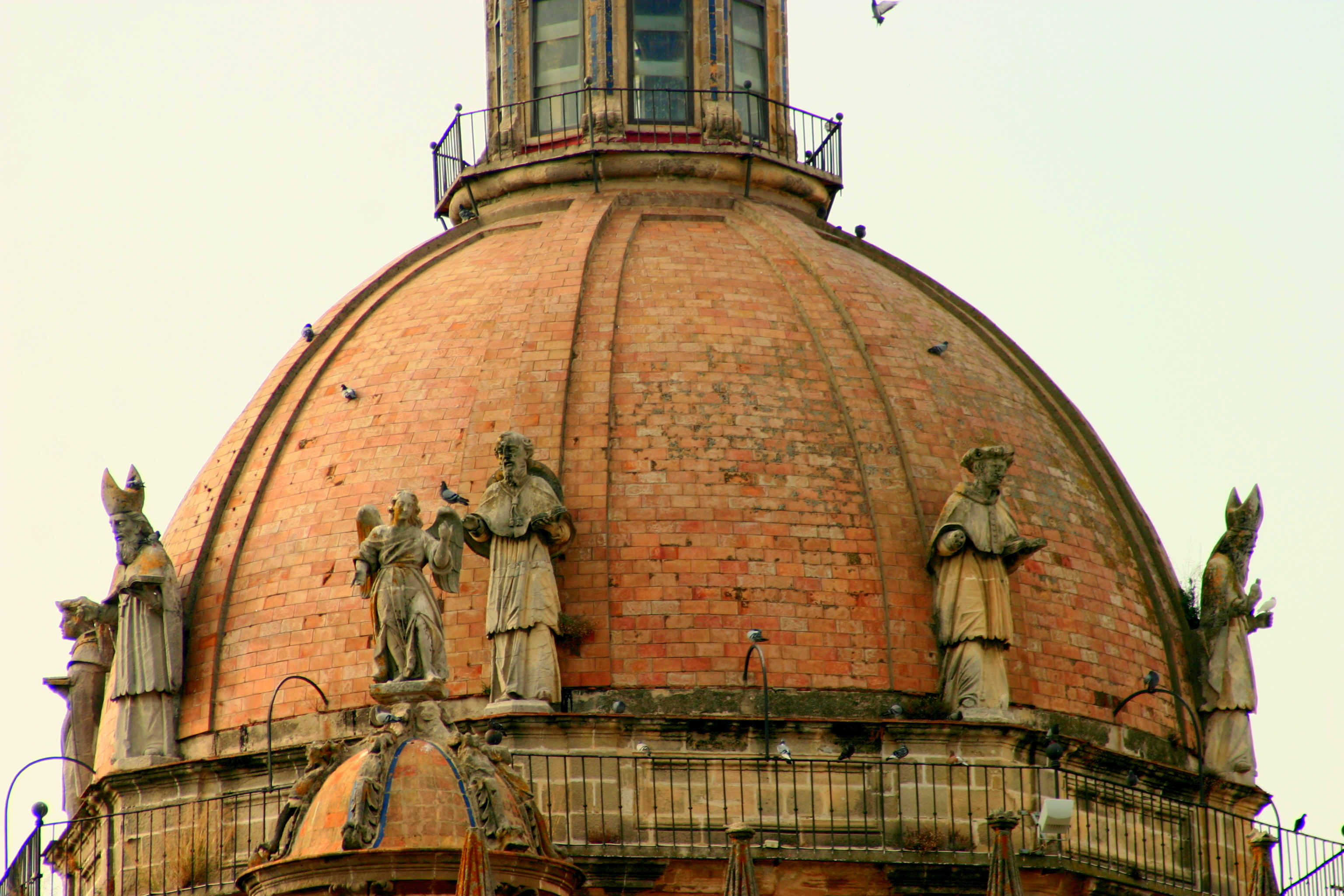
Detalle de la cúpula

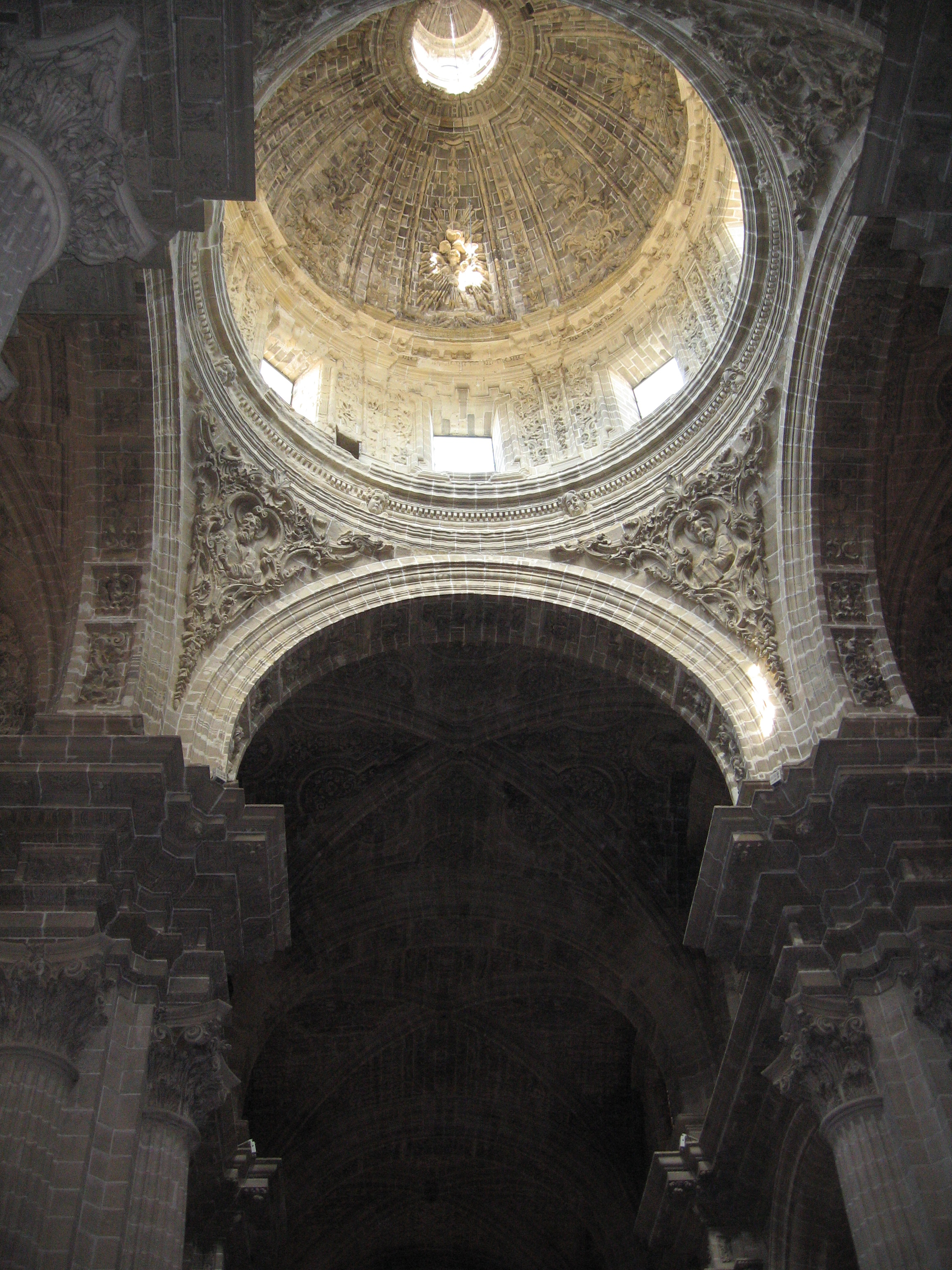
Cúpula desde el interior

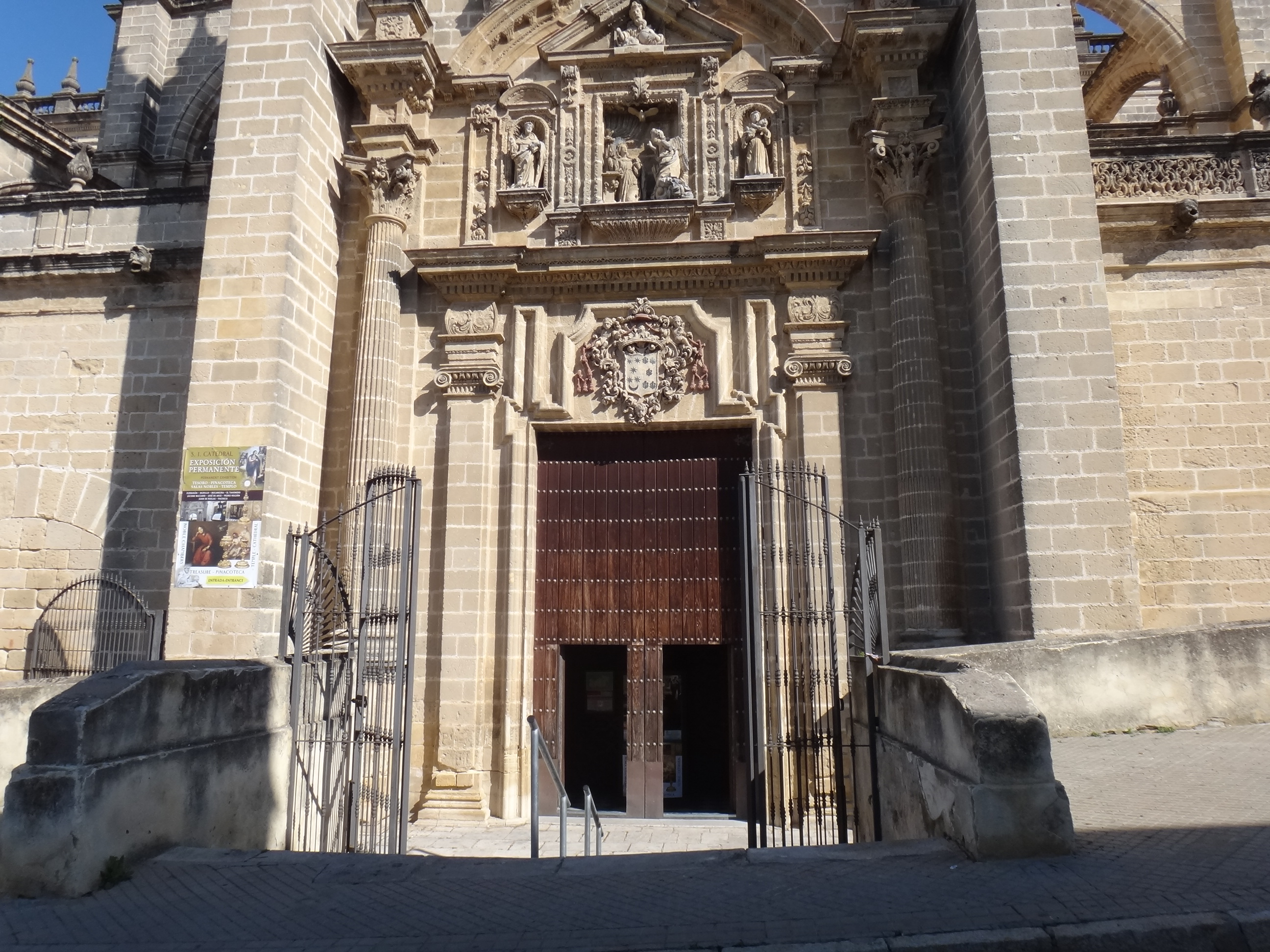
Puerta de la Encarnación

El templo es una construcción de estructura gótica, con cinco naves de desigual altura que se apoyan por el exterior en contrafuertes y arbotantes, y una nave transversal, en cuyo encuentro con la nave mayor se alza una airosa cúpula octogonal a 40 metros sobre el suelo de la iglesia. Cada una de las aristas del octógono están decoradas por estatuas de piedra que representan a los santos doctores de la Iglesia Latina (San Agustín, San Ambrosio, San Gregorio Magno, San Jerónimo, San Atanasio, San Juan Crosóstomo, San Basilio Magno y San Gregorio Nacianceno). La nave central y el crucero tienen una altura de 20 metros, las naves colaterales 13 metros y las naves más extremas 8 metros.
Los arcos son de medio punto, no ojivales, y las bóvedas son de arista, construidas las de la nave central y el crucero en piedra labrada y muy ornamentada, mientras que las de las naves laterales son de rosca de ladrillo y sin adornos. Propiamente no tiene más capilla que la del Sagrario, de estilo neoclásico. La fachada principal ostenta una triple puerta, y está adornada con imaginería y motivos barrocos, como asimismo las dos puertas laterales, llamadas de la Visitación y la Encarnación y vidrieras.
Tras el Concilio Vaticano II se hizo una obra interior de adaptación, que posteriormente ha sido modificada para darle mayor amplitud al espacio celebrativo y facilitar la participación de los fieles.
Se hallan en el interior algunos cuadros e imágenes de verdadero valor artístico, entre los que citaremos la Virgen Niña, de Francisco de Zurbarán, así como la Custodia procesional de plata, obra de 1951 según diseño de Aurelio Gómez Millán. Igualmente, hay esculturas de los apóstoles de José de Arce. El Cristo de la Viga, crucificado tardogótico de finales del s. XV, se presenta en un retablo de Agustín de Medina y Flores.
Cuenta también con un órgano romántico de 1850, según proyecto de John Bishop y, desde 2012 con otro de Guillermo d'Enoyer (siendo este el único instrumento en Jerez de tracción mecánica). En 2015 se adquiere un nuevo órgano.
En el templo catedralicio tiene también su sede la Parroquia del Salvador, la primera de las parroquias de la ciudad, según consta del libro de Repartimiento de Casas del 3 de octubre de 1265.

### Torre campanario
De estilos gótico-mudéjar en su parte inferior y barroco en la superior, la torre campanario de la catedral de Jerez se encuentra separada por unos escasos metros del edificio principal. Su construcción probablemente se haya realizado sobre el minarete de la antigua mezquita de la ciudad de la época musulmana. La cúpula que decora la parte más elevada de la torre está decorada con azulejos con los colores del pendón de la ciudad. En la parte superior, una veleta en forma de cruz.
Para acceder a la primera sala del campanario es necesario subir por una estrecha escalera de piedra. Son tres el total de salas que conforman el campanario. Estas están comunicadas por una escalera de caracol hecha de metal. En ellas se encuentran ocho campanas; cuatro de ellas fijas y otras cuatro de volteo, además de dos pequeñas de señales. Cada una de las campanas tiene un nombre inscrito en ella así como su año de fundición y una leyenda u oración. En la primera sala del campanario se encuentran las campanas más graves: La Gorda (1566), San Salvador (1682), San Miguel Menor (1752), San Miguel Mayor (1797). En el siguiente nivel están Salvadora (1885), San José (1885) y Sagrado Corazón (1928) que son las campanas más agudas. En el tercer y último nivel está Santa Águeda (1510), la pieza más antigua y la campana fija del reloj. La mayor de todas ellas es La Gorda, con un diámetro de 137 cm y un peso de 1489 kg.
Una de las piezas más singulares que posee el edificio es una matraca, cuyas dimensiones y forma la hacen única en toda España. Se trata de una caja de madera en forma de campana, dotada de diversas asas metálicas, que golpean al girar sobre sendas piezas de hierro clavadas en la madera. El toque de este peculiar instrumento solo tenía lugar entre el Jueves Santo y Sábado de Gloria, puesto que la tradición prohibía el toque de las campanas durante estos días.
Desde 2019, tras una importante intervención en la estructura de la torre y la restauración de sus campanas, es posible la subida para poder disfrutar de una de las panorámicas más impresionantes de la ciudad de Jerez así como observar de cerca las campanas.

## Exposición permanente de la catedral
El Museo de la Catedral de Jerez expone el cuadro de La Virgen Niña de Zurbarán, la custodia procesional del Corpus, la antigua sillería del coro, el cuadro de la Virgen de Guía y diversa platería y ornamentos sagrados de los siglos XVIII y XIX. En un ámbito más localista destacan los cuadros del pintor jerezano Juan Rodríguez El Tahonero.
En sus aledaños se descubrieron restos de la mezquita mayor de la ciudad sobre la que se construyó el templo. De hecho se especula con que el actual campanario (ahora mismo en restauración para abrirse a visitas) estaría construido sobre el antiguo minarete
Esta exposición se quiere complementar con la visita a las cubiertas del templo. Actualmente se están terminando las obras para hacer visitable la Torre de la catedral, así como crear un centro de visitantes en su planta baja.

## Cripta

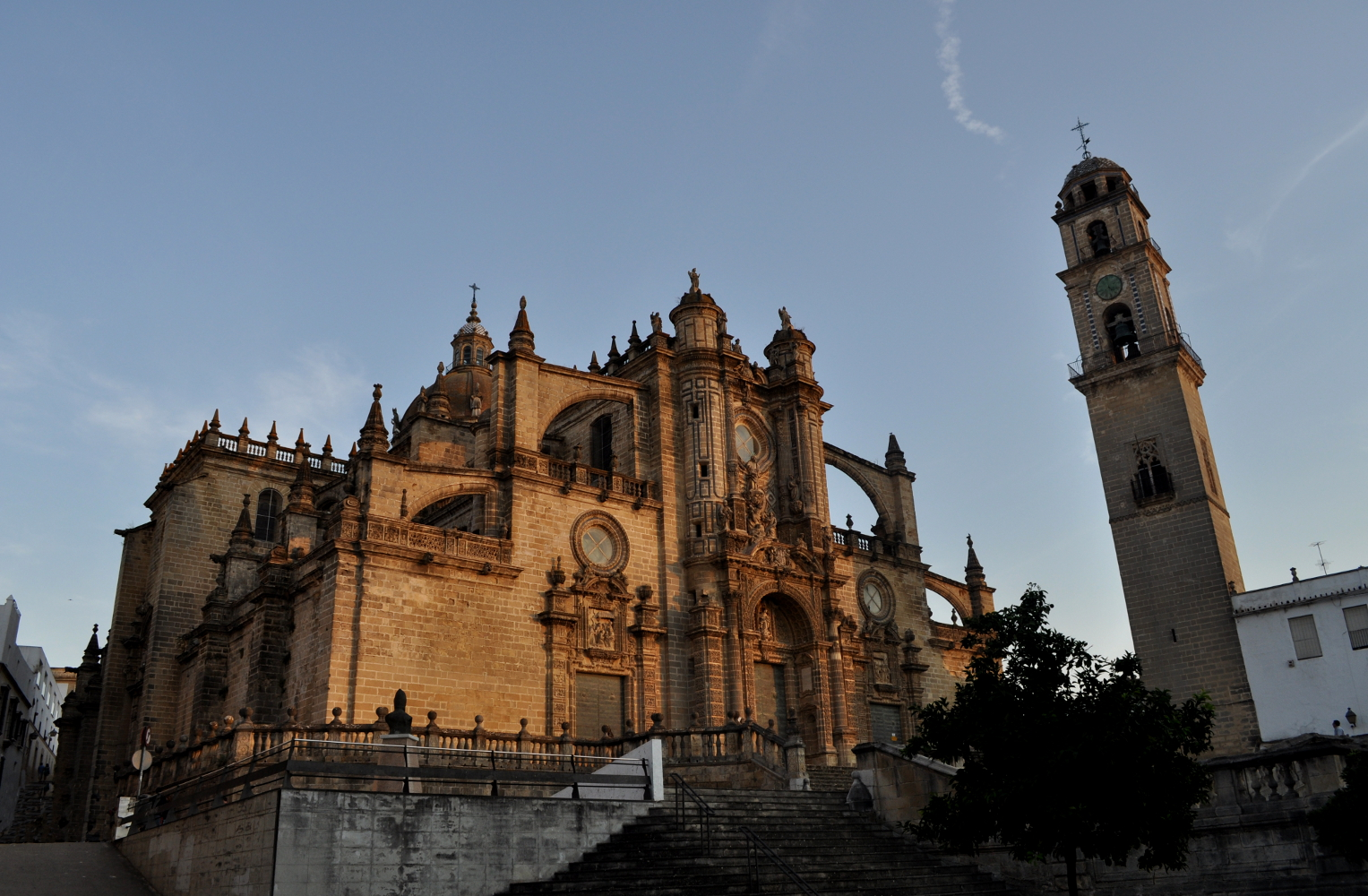
Catedral de Jerez de la Frontera, fachada principal al atardecer

En sus tumbas se encuentran enterramientos ilustres de la ciudad. El primer obispo de la ciudad, Rafael Bellido Caro, se encuentra bajo al hornacina de San Juan Grande patrono de la diócesis.

## Fondo Colegial del Archivo Diocesano
En la catedral está el Fondo Colegial del Archivo Histórico Diocesano. La mayor parte de su contenido bien se quedó en Sevilla como documentación de su solicitud de obispado en el siglo XVI, bien se perdió en un incendio en 1918. Aun así destaca un privilegio de Enrique III fechado en 1393,
Para la recuperación de la Biblioteca fue clave el nombramiento de José Luis Repetto Betes como Dean, que buscó los apoyos necesarios para evitar su ruina

## Conservación
En 2015, el pésimo estado de conservación de las campanas obligó a su desmontaje y retirada de la torre de la catedral. Una empresa fue la encargada de la restauración de las ocho campanas que estaban a solo un 5% de su capacidad con el fin de eliminar la suciedad provocada por las aves, la reparación de las grietas y la mejora de la estructura de sujeción hecha de madera. Esta intervención permitió además la automatización del toque de las campanas para que no fuera necesario hacerlo manualmente. Finalmente, el regreso de las campanas a la catedral de Jerez tuvo lugar en mayo de 2018.
A finales de 2017 comenzaron las obras de rehabilitación de la torre-campanario de la catedral debido al profundo deterioro sufrido tras el paso del tiempo. Dicha intervención tuvo como propósito no sólo la restauración de la estructura del edificio sino la reposición de las campanas anteriormente restauradas y la adecuación de la torre para hacerla visitable. Tras la limpieza de la piedra, la reparación de la escalera el incremento de las medidas de seguridad y la instalación de luces en su interior, la apertura al público de la torre tuvo lugar en enero de 2019.
En 2020 se obtiene el permiso para rehabilitación de los antiguos restos de la Iglesia Mayor (levantada sobre la mezquita principal del siglo XII) y la Casa del Deán.
En 2021 vuelven a aparecer restos vegetales por los exteriores del edificio, problema recurrente de mantenimiento del templo y como todo los años se han vuelto a retirar.

## Hermandades

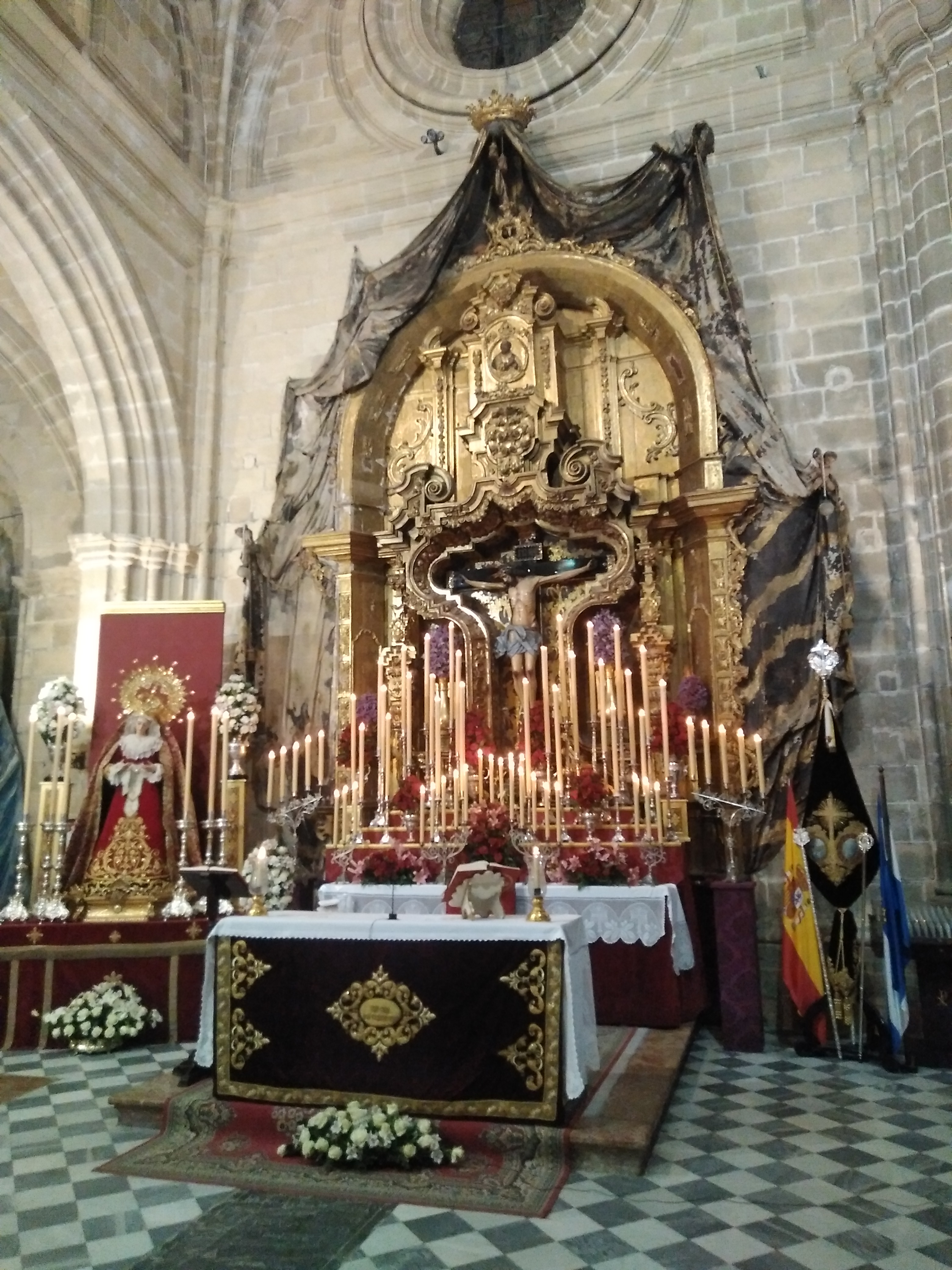
Titulares de la Hermandad de la Viga

Actualmente el templo es sede de dos hermandades de penitencia:
- Hermandad del Cristo de la Viga
- Hermandad del Resucitado

## Curiosidades

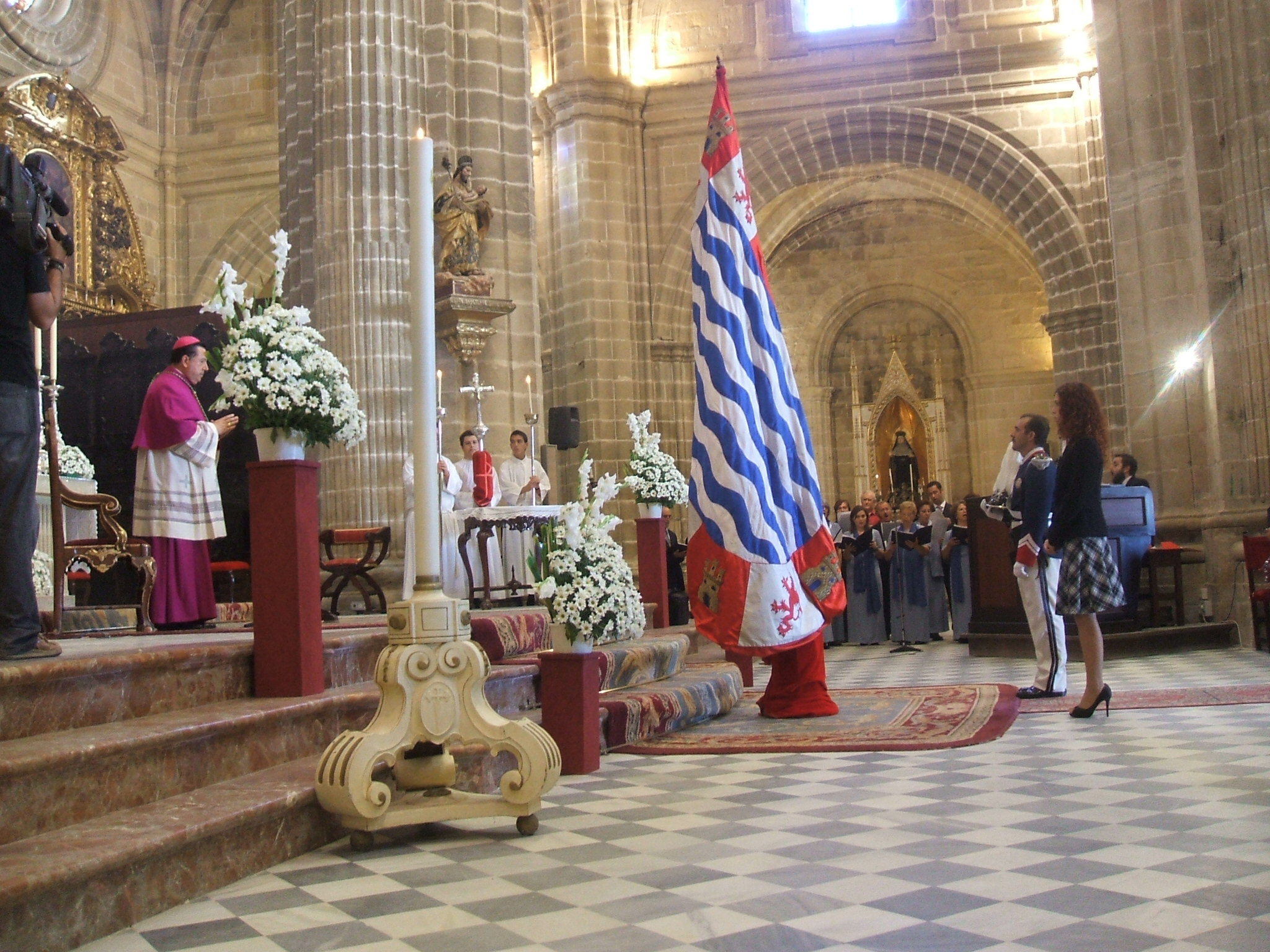
Presentación del pendón

Durante siglos guardó el pendón de la ciudad datado del siglo XIV que, al pasar a manos del ayuntamiento, desapareció.
La catedral posee arbotantes pese a no ser habitual en su época debido a que la cúpula se cayó y fueron necesarios para aguantar el peso de la nueva. En este desastre se salvó la imagen de un cristo gracias a la presencia de una viga. Debido a este suceso, la imagen recibió el nombre de Cristo de la Viga (siendo la talla más antigua que procesiona en la Semana Santa de Jerez de la Frontera).
La construcción de la catedral fue sufragada con un impuesto sobre el vino de jerez que aprobó la corona.
En la iglesia se encuentra la Virgen del Socorro, copatrona de la ciudad desde 1610
Cuenta con un Coro Capilla Musical Catedralicia.